# Pseudanthessius spinifer
Pseudanthessius spinifer is een eenoogkreeftjessoort uit de familie van de Pseudanthessiidae. De wetenschappelijke naam van de soort is voor het eerst geldig gepubliceerd in 1945 door Lindberg.